# Церклє-об-Кркі
Церклє-об-Кркі (словен. Cerklje ob Krki) — поселення в общині Брежиці, Споднєпосавський регіон, Словенія. Висота над рівнем моря: 154,5 м.